# Polar Airways
Polar Airways war eine kurzlebige britische Fluggesellschaft mit Sitz auf dem Flughafen Teesside.

## Geschichte
Polar Airways wurde 1982 gegründet und nahm am 6. August 1982 mit der Vickers Viscount 802 G-AOHT den Flugbetrieb auf, die von British Air Ferries gemietet war. 
Die ersten Charterflüge führten das Flugzeug nach Düsseldorf, gefolgt von nahezu regelmäßigen Frachtcharterflügen im Auftrag von British Midland Airways zwischen dem Flughafen East Midlands und Maastricht.
Schon im September 1982 stieß mit der G-AOYI eine weitere Vickers Viscount zur Flotte. Das Streckennetz erweiterte sich mit Fracht- und Passagiercharterflügen nach Spanien, Norwegen, den Niederlanden und Nordafrika. Auf nächtlichen Frachtflügen wurden monatlich über 150 Tonnen Fracht befördert, tagsüber nun ergänzt durch Flüge auch nach Lourdes und Odense.  Allmählich kamen von Aberdeen ausgehende Charterflüge für die Ölindustrie nach Skandinavien hinzu. Die ersten Linienflüge wurden im Auftrag von Air UK aufgenommen.
Am 22. März 1983 wurde die G-AOHT von Polar Airways gekauft statt gemietet, jedoch sogleich an British Air Ferries zurück vermietet. Am selben Tag wurde die Viscount G-AOHV von British Air Ferries gekauft.
Im Frühjahr 1983 waren somit zwei Viscounts im Einsatz.
Für den Sommer 1983 war ein ausgiebiges Flugprogramm geplant, nachdem man zahlreiche Verträge für Inclusive Tours hatte abschließen können. Unter anderem waren zusätzliche Flüge nach Tarbes, Rotterdam und Beauvais geplant. 
Am 20. April 1983 fand der letzte kommerzielle Flug statt, zwischen Ostende und East Midlands. Am 21. April stellte Polar Airways den Betrieb unter dem Druck ihrer Gläubiger ein. Die Viscount G-AOHV wurde nach Teesside überführt und beschlagnahmt. Die beiden verbliebenen Flugzeuge wurden wieder von British Air Ferries übernommen.

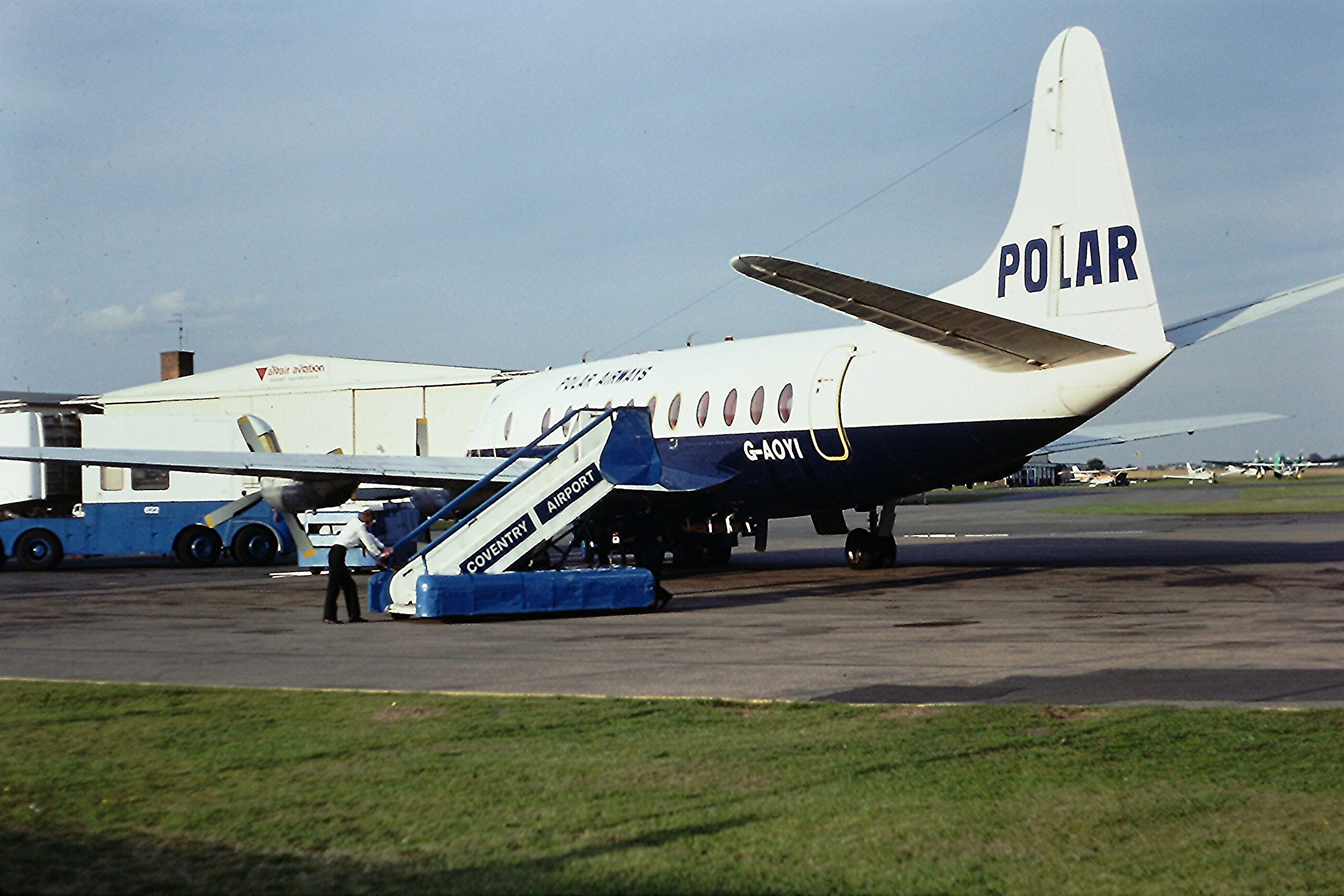
Vickers Viscount 806 G-AOYI Coventry, September 1982

## Flotte

### Flotte bei Betriebseinstellung
- Vickers Viscount G-AOHT, G-AOHV

### Zuvor eingesetzte Flugzeuge
- Vickers Viscount G-AOYI

## Zwischenfälle
Während der kurzen Betriebszeit von Polar Airways kam es nicht zu Totalschäden von Flugzeugen oder Unfällen mit Todesopfern.